# Концепція градуалістичної еволюції
Концепція градуалістичної еволюції, думка, згідно з якою еволюція органічного світу є процес безперервний і поступовий. Градуалістичної точки зору дотримувався  Ч. Дарвін, неодноразово посилаючись на слова В. Лейбніца, що "природа не робить стрибків". В принципі ж Ч. Дарвін вважав еволюцію процесом аж ніяк не безперервним, хоча і поступовим при переході одного виду до іншого. Зазвичай К.г.е. протиставляють  концепцію переривчастої рівноваги (пунктуалізм).
Спочатку суперечки градуалістів з пунктуалістамі були досить бурхливими, але сьогодні ці дві концепції досить мирно уживаються в межах єдиної  еволюційної теорії, що розвивається. Вони справедливо вважаються такими, що не суперечать одна одній, а взаємно доповнюють, і швидко обростають всілякими прикладами, уточненнями, доповненнями та обґрунтуваннями. Більшість фахівців визнають, що еволюція іноді може йти за пунктуалістичним, іноді - за градуалістичним сценарієм.
Обидві концепції, однак, досі належать до числа «емпіричних узагальнень», а не суворих теорій - як, втім, і практично всі інші закони еволюції. У чималій мірі це пояснюється тим, що нікому поки що не вдалося з'ясувати точне кількісне співвідношення градуалістичної і пунктуалістичної складових в еволюційному процесі.
Британські біологи придумали дивно просту методику, що дозволяє вирішити давню суперечку між прихильниками теорії поступової еволюції (градуалізм) і прихильниками стрибкоподібної еволюції (пунктуалізм). Виявилося, що співвідношення градуалістичної і пунктуалістичної складових еволюційного процесу можна оцінити кількісно, співставивши довжини гілок «еволюційних дерев» - стандартних реконструкцій еволюційного розвитку різних груп організмів, які будуються на основі порівняння нуклеотидних послідовностей ДНК. Проаналізувавши дерева, побудовані для 122 груп, вчені прийшли до висновку, що в середньому 22% відмінностей в ДНК виникає під час коротких періодів інтенсивного видоутворення, а решта 78% поступово накопичуються під час довгих «градуалістичних» періодів. Стрибкуватість еволюції в більшій мірі властива рослинам і грибам і в меншій - тваринам.